# Myśl Karaimska
Myśl Karaimska – czasopismo naukowe, literackie i społeczne poświęcone społeczności karaimskiej w Polsce, wydawane w języku polskim (ze wstawkami w języku karaimskim) w latach 1924–1947.

## Historia
Pismo powstało w 1924 w Wilnie pod egidą Wileńskiego Stowarzyszenia Karaimów (pierwszy zeszyt ukazał się 20 października 1924). W 1934 stało się organem prasowym Towarzystwa Miłośników Historii i Literatury Karaimskiej. Wznowione po przerwie wojennej, w latach 1945–1947 wydawane było we Wrocławiu jako pismo Karaimskiego Związku Religijnego. Ogółem ukazało się 14 zeszytów, redagowanych początkowo przez Ananiasza Rojeckiego (1924–1929), a następnie Ananiasza Zajączkowskiego (1931–1947). Na skutek trudności finansowych oraz nacisku władz komunistycznych pismo zostało w 1948 przekazane Polskiemu Towarzystwu Orientalistycznemu i nastąpiła zmiana tytułu na Przegląd Orientalistyczny.

## Profil
W czasopiśmie publikowane były artykuły o karaimskiej historii, etnografii, antropologii i filologii, omówienia publikacji i bibliografia badań karaimoznawczych oraz kronika ważniejszych wydarzeń karaimskiego życia społecznego. Dobór autorów, m.in. Seraja Szapszał, Tadeusz Jan Kowalski, Ananiasz Zajączkowski, Józef Wierzyński, Marian Morelowski, Bohdan Baranowski, Jan Czekanowski, Jan Reychman, Włodzimierz Zajączkowski, pozwolił na utrzymywanie czasopisma na wysokim naukowym poziomie.